# Artur Azevedo

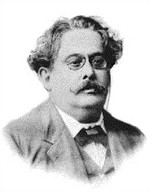
Artur de Azevedo

Artur Azevedo, eigentlich Artur Nabantino Gonçalves de Azevedo (* 7. Juli 1855 in São Luís, Maranhão; † 22. Oktober 1908 in Rio de Janeiro) war ein brasilianischer Journalist und Schriftsteller.

## Leben
Azevedo entstammte einer wohlhabenden Familie: sein Vater war der Diplomat David Gonçalves de Azevedo, seine Mutte Emília Amália Pinto de Magalhaes kam aus einer der führenden Familie des Landes. Der Schriftsteller Aluísio Azevedo war sein jüngerer Bruder.
Nach Absolvierung seiner Schulzeit bekam Azevedo eine Anstellung bei der Provinzverwaltung in seinem Bundesstaat. Doch bereits nach kurzer Zeit verlor er diese wieder, da er mit Karikaturen die Regierung lächerlich gemacht hatte. Er ging nach Rio de Janeiro und verdiente seinen Lebensunterhalt in den ersten Jahren als Schreiber im Landwirtschaftsministerium.
Parallel dazu begann er nebenbei als Journalist zu arbeiten; u. a. für „A Estaçao“ und „Novidades“. Dabei machte Azevedo die Bekanntschaft mit Olavo Bilac, Henrique Maximiano Coelho Neto, Alcindo Guanabara, Joaquim Maria Machado de Assis, Moreia Sampio u. a.
Zusammen mit seinem Bruder Aluísio gehörte er zu den 40 Gründungsmitgliedern der Academia Brasileira de Letras und hatte ab 1897 den Cadeira 29 inne.
Am 22. Oktober 1908 starb Artur Azevedo im Alter von 53 Jahren in Rio de Janeiro und fand dort auch seine letzte Ruhestätte.

## Werke (Auswahl)
Lyrik
- Carapuças. 1871.
- Sonetos. 1876.

Kurzgeschichten
- Contos possíveis. 1889.
- Contos fora de moda. 1894.
- Contos efêmeros. 1897.
- Contos em verso. 1898.

Theaterstücke
- Amor por Anexins. 1872.
- A Pele do Lobo. 1877.
- O Escravocrata. 1884.
- A capital federal. 1897.
- O Jagunço. 1898.
- O Dote. 1907.

Werkausgabe
- Antônio Martins de Araújo (Hrsg.): Teatro de Artur Azevedo. INAC, Rio de Janeiro 1983/95 (6 Bde.).